# TTS Trenčín
TTS Trenčín – słowacki klub piłkarski z siedzibą w Trenczynie funkcjonujący od 1939 do 1993.

## Historia
Powstał w 1939 jako TTS Trenčín. Po raz pierwszy klub znalazł się w rankingu wśród najlepszych klubów na Słowacji podczas II wojny światowej, kiedy mistrzostwa słowackie i czeskie były podzielone. Potem zespół spadł z pierwszej ligi. W latach sześćdziesiątych, klub powrócił do najwyższej klasy pod nową nazwą "Jedność Trencin" (słow. Jednota Trenčín). W roku 1963 klub zdobył najwyższe osiągnięcie w swojej historii – został wicemistrzem, po Dukle Praga. W 1966 i 1968 zespół uczestniczył w Pucharze Mitropa. W 1972 roku spadł do niższej ligi.
Po trzech sezonach Jednota Trenčín powróciła do klasy najsilniejszych i grała w pierwszej lidze do 1980 roku. Po kolejnym spadku klub nigdy już nie mógł wrócić, a nawet został zdegradowany do trzeciej ligi w 1981 roku. Mimo to, natychmiast powrócił do drugiej ligi i zmienił jego nazwę z powrotem do TTC Trenčín. W 1985 klub po raz ostatni spadł do trzeciej ligi i już nie wrócił. W ostatnich wspólnych mistrzostwach Czechosłowacji 1993 zespół zajął jedno miejsce wyżej niż nowo powstały klub TJ Ozeta Dukla Trenčín. Później oba zespoły połączyli się w jeden.

## Sukcesy
- wicemistrz Czechosłowacji: 1963
- finalista Pucharu Czechosłowacji: 1978
- zdobywca Pucharu Słowacji: 1978
- finalista Pucharu Mitropa: 1966